# 欧日罗勒
欧日罗勒（法語：Augerolles，法語發音：[oʒʁɔl]）是法国多姆山省的一个市镇，属于蒂耶尔区。

## 地理
欧日罗勒（45°43'22"N, 3°37'1"E）面积33.01 平方千米，位于法国奥弗涅-罗讷-阿尔卑斯大区多姆山省，该省份为法国中南部省份，北起阿列省接壤，东临卢瓦尔省，南至上盧瓦爾省和康塔爾省，西接科雷兹省和克勒兹省。
与欧日罗勒接壤的市镇（或旧市镇、城区）包括：奥弗涅地区欧比松、库尔皮耶尔、奥列格、奥尔梅、拉勒诺迪、索维亚、图尔叙梅蒙、沃洛尔蒙塔涅、沃洛尔城。

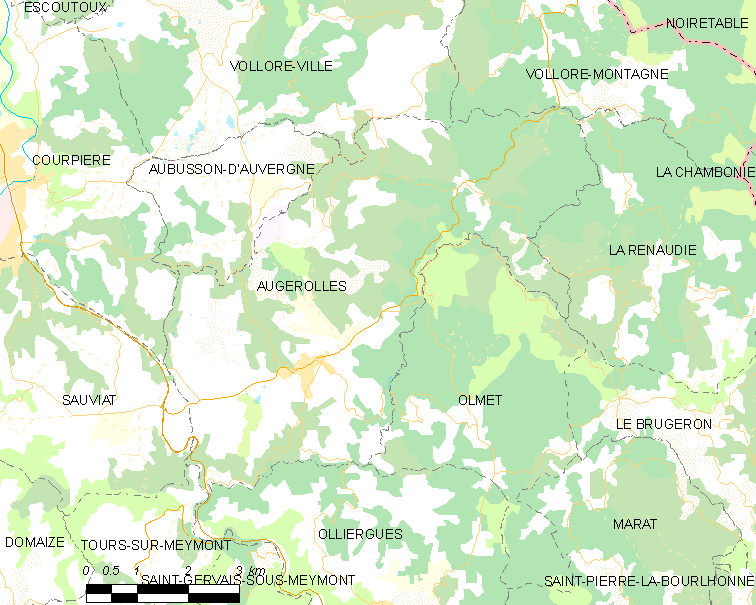
欧日罗勒的OSM定位图

欧日罗勒的时区为UTC+01:00、UTC+02:00（夏令时）。

## 行政
欧日罗勒的邮政编码为63930，INSEE市镇编码为63016。

## 政治
欧日罗勒所属的省级选区为利夫拉杜瓦山县。

## 人口

1962-2008年间欧日罗勒人口变化图示

欧日罗勒于2022年1月1日时的人口数量为864人。